# Marconi Marksman
La tourelle antiaérienne Marksman a été conçue par Marconi Command and Control Systems durant les années 1980.

## Histoire
Marconi a lancé une étude de marché mondiale en 1983, portant sur les systèmes de défense aérienne nécessaires pour protéger les formations des unités blindées et mécanisées contre la menace d'avions et d'hélicoptères à basse altitude,,,,.
Marconi Command and Control Systems a développé un système qui peut être rapidement monté sur un châssis existant, qui a une réaction rapide et une létalité élevée avec une portée maximale et qui fonctionnerait par tous les temps, de jour comme de nuit,,,,.  
Marconi a eu trois partenaires dans le projet, Vickers Defence Systems, Oerlikon-Contraves et la Société de Fabrication d'Instruments de Mesure (SFIM),,,,. 
Le premier prototype a été achevé en 1984 avec une tourelle en acier doux, tandis que le second, entièrement blindé et équipé selon les normes de production, a été achevé en 1985. Les deux tourelles ont permis à Marconi d'en conserver une pour les essais et les travaux de développement, tandis que l'autre est utilisée pour des démonstrations au Royaume-Uni et à l'étranger. Les essais ont été menés avec succès au Royaume-Uni et à l'étranger dans des conditions allant du désert chaud à l'hiver arctique et à des températures allant de -36 à +42°C,,,,.
En 1994, le Marksman a été évalué au Moyen-Orient, probablement en Arabie Saoudite et installé sur un châssis de M60. En septembre 1994, la tourelle fut montée sur un châssis LIW 155 mm G6. Fin 1999, MBDA a acheté un châssis de Leopard 1 pour procéder à des essais avec la tourelle Marksman,,,,.

## Production
La production était séparée en plusieurs sociétés. Vickers Defence Systems s'occupait de fabriquer la tourelle à Newcastle, Oerlikon-Contraves s'occupait de fournir les canons Oerlikon KDA de calibre 35 mm, la Société de Fabrication d'Instruments de Mesure (SFIM) fournissait les viseurs gyrostabilisés et le système de référence inertiel et Marconi réalisait l'intégration du Marksman à Leicester.

## Tourelle
La tourelle est fabriquée à partir de plaques d'acier blindé soudées de différentes épaisseurs. Le blindage de la tourelle peut résister à des tirs de calibre 7,62 mm (sur les côtés et à l'arrière) et à des tirs perforants de calibre 14,5 mm à l'avant et sur le toit, ainsi qu'aux éclats d'obus d'artillerie de 155 mm qui explosent à proximité ou en rafale. L'armement principal et deux coffres à munitions, les ceintures à munitions, sont situés à l'avant de la tourelle. Les deux membres de l'équipage de la tourelle ainsi que l'ordinateur de conduite de tir, les systèmes optiques, les capteurs météorologiques et le radar combiné de surveillance et de poursuite sont placés au milieu et à l'arrière de la tourelle. Un système de climatisation est prévu, ainsi qu'un système de protection nucléaire, biologique et chimique (NBC). Deux viseurs de toit SFIM de type VS 580-VISAA équipés d'un télémètre laser à haute fréquence de répétition des impulsions. Les deux viseurs gyro-stabilisés, lorsqu'ils sont utilisés conjointement avec le radar, offrent à l'équipage trois moyens indépendants de surveillance et de suivi. L'équipage dispose ainsi d'une grande souplesse, en particulier face à des cibles multiples, ce qui lui permet de passer très rapidement d'une cible à l'autre. Le viseur de l'artilleur comprend un graticule de visée fixe pour l'engagement des cibles de surface. Il est équipé d'un calculateur numérique de conduite de tir capable de calculer et de fournir des données sur des cibles se déplaçant jusqu'à 400 m/s à partir des données fournies. L'alimentation électrique est assurée par des batteries de 28V d'une puissance totale de 300Ah, situées à l'intérieur de la tourelle. Si la puissance des batteries est faible, un agrégat de décharge monté sur la tourelle rafraîchit les batteries. Le système peut fonctionner pendant une longue période sans utiliser le moteur du véhicule pour l'alimentation électrique,,,,,.
La masse totale de la tourelle est d'environ 11 tonnes.

## Systèmes et radar
Les données sur la cible fournies par le radar ou les viseurs optiques sont transmises sous forme numérique à un système moderne de conduite de tir numérique. Le système de conduite de tir produit des signaux de sortie précis qui sont utilisés par les moteurs électriques de la tourelle pour suivre la cible et orienter correctement les canons. Il indique également lorsque le système d'armement est prêt et capable d'engager la cible,. 

### Radar

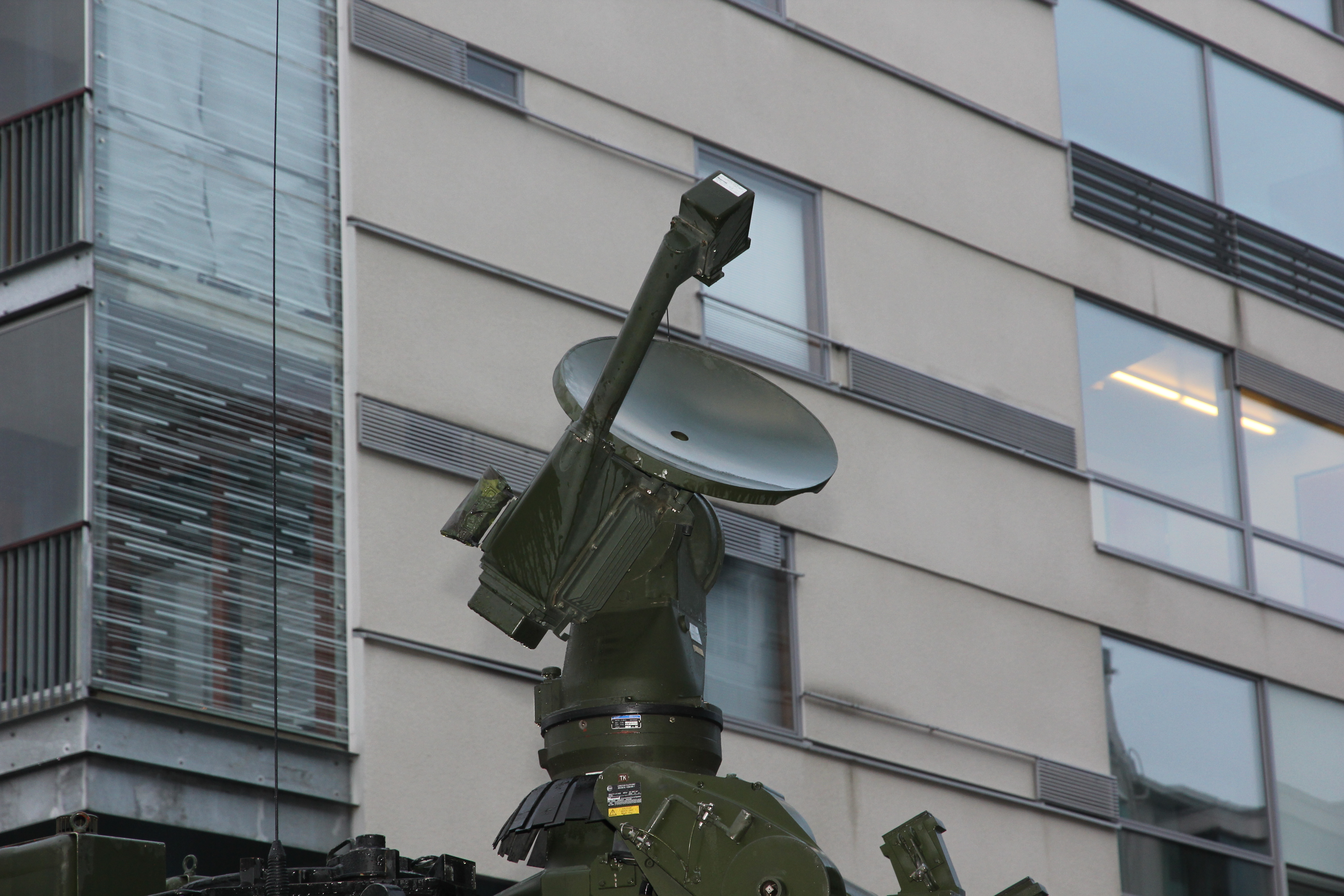
Radar Marconi 400 series

Le radar utilisé est un radar combiné de surveillance et de poursuite Marconi 400 Series qui utilise une seule antenne. La Marksman n'utilise qu'un radar, contrairement au système similaire Flakpanzer Gepard. La décision d'installer qu'un seul radar a été prise pour diverses raisons, un temps de réaction plus rapide, une meilleure fiabilité, le coût et sa masse. Le radar tourne à 60 tours par minute, il est capable de scanner de la bande I à la bande J et possède une portée de surveillance de 12 km et une portée de poursuite de 10 km. Il fonctionne de manière entièrement automatique, possède une capacité de contremesures électroniques (Electronic Counter Counter-Measures (ECCM) en anglais) particulièrement bonne en raison de sa très large bande passante et de son agilité en fréquence. Le radar dispose aussi d'un IFF (identification friend-or-foe ou identification ami ou ennemi),.

## Armement

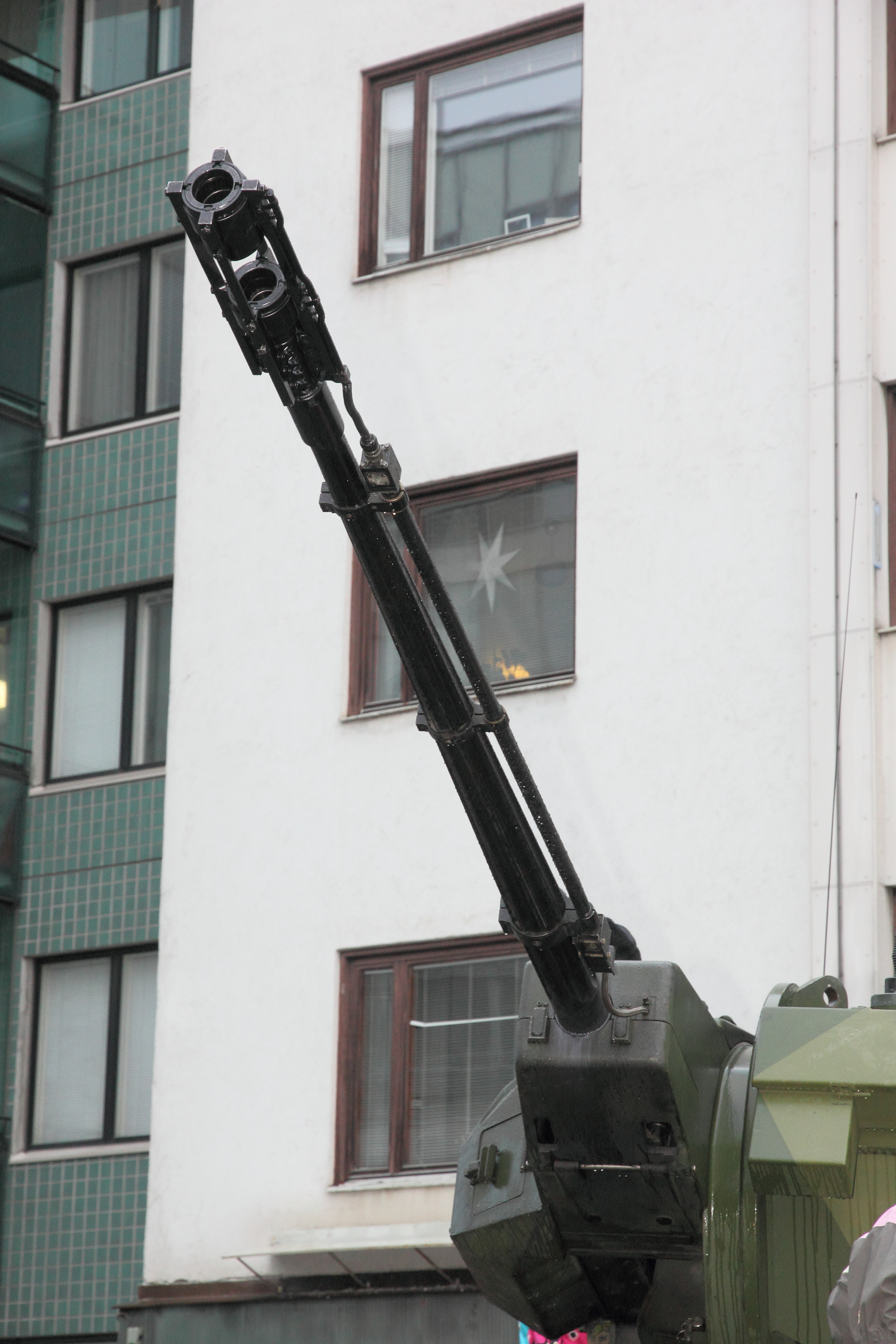
Oerlikon KDA de 35 mm

La tourelle est équipée de deux canons Oerlikon KDA de calibre 35 mm, ils ont 230 cartouches antiaériennes et de 20 APDS-T pour l'attaque de cibles terrestres chacun. Chaque canon a une cadence de tir cyclique de 550 coups par minute et une portée efficace maximale de 4 000 m. Les munitions sont suffisantes pour 15 à 20 engagements avant qu'un réapprovisionnement en munitions ne soit nécessaire.
| Type de munitions                | APDS-T    | HEI       | HEI-T     | SAPHEI-T  | TP        | TP-T      |
| Masse                            | 294 g     | 550 g     | 535 g     | 550 g     | 550 g     | 550 g     |
| Projectile                       | 330 g     | 330 g     | 330 g     | 330 g     | 330 g     | 330 g     |
| Propulseur                       | aucun     | +80 g     | 98 g      | 22 g      | aucun     | aucun     |
| Munition complète                | 1 460 g   | 1 580 g   | 1 565 g   | 1 552 g   | 1 580 g   | 1 580 g   |
| Type d'explosif                  | aucun     | Hexal     | Hexal     | Hexal     | aucun     | aucun     |
| Longueur de la munition complète | 370 mm    | 387 mm    | 387 mm    | 387 mm    | 387 mm    | 387 mm    |
| Vitesse initiale                 | 1 385 m/s | 1 175 m/s | 1 175 m/s | 1 175 m/s | 1 175 m/s | 1 175 m/s |

## Utilisateur
En décembre 1988, le ministère finlandais de la Défense a passé une commande d'une valeur de 75 millions de FM (10 millions de livres sterling) pour une quantité initiale de tourelles, la formation, les pièces détachées, l'équipement d'essai et le soutien sur place. Au début de 1991, le premier lot de tourelles Marksman de production avait été livré à la Finlande et installé sur des châssis de T-55AM pour la protection de la brigade blindée. Les véhicules sont désignés Ilmatorjuntapanssarivaunu 90 (ItPsv 90). Entre 2014 et 2015, les tourelles ont été montées sur des châssis de Leopard 2A4, les véhicules sont entrés en service en 2016.
Les Leopard 2 ont subi quelques modifications qui sont les suivantes, un anneau d'adaptation pour accepter la tourelle Marksman, des protèges lampes pour les clignotants avant et un bouchon a été ajouté à la trappe de la boîte à outils la plus en arrière sur le côté droit du véhicule,.

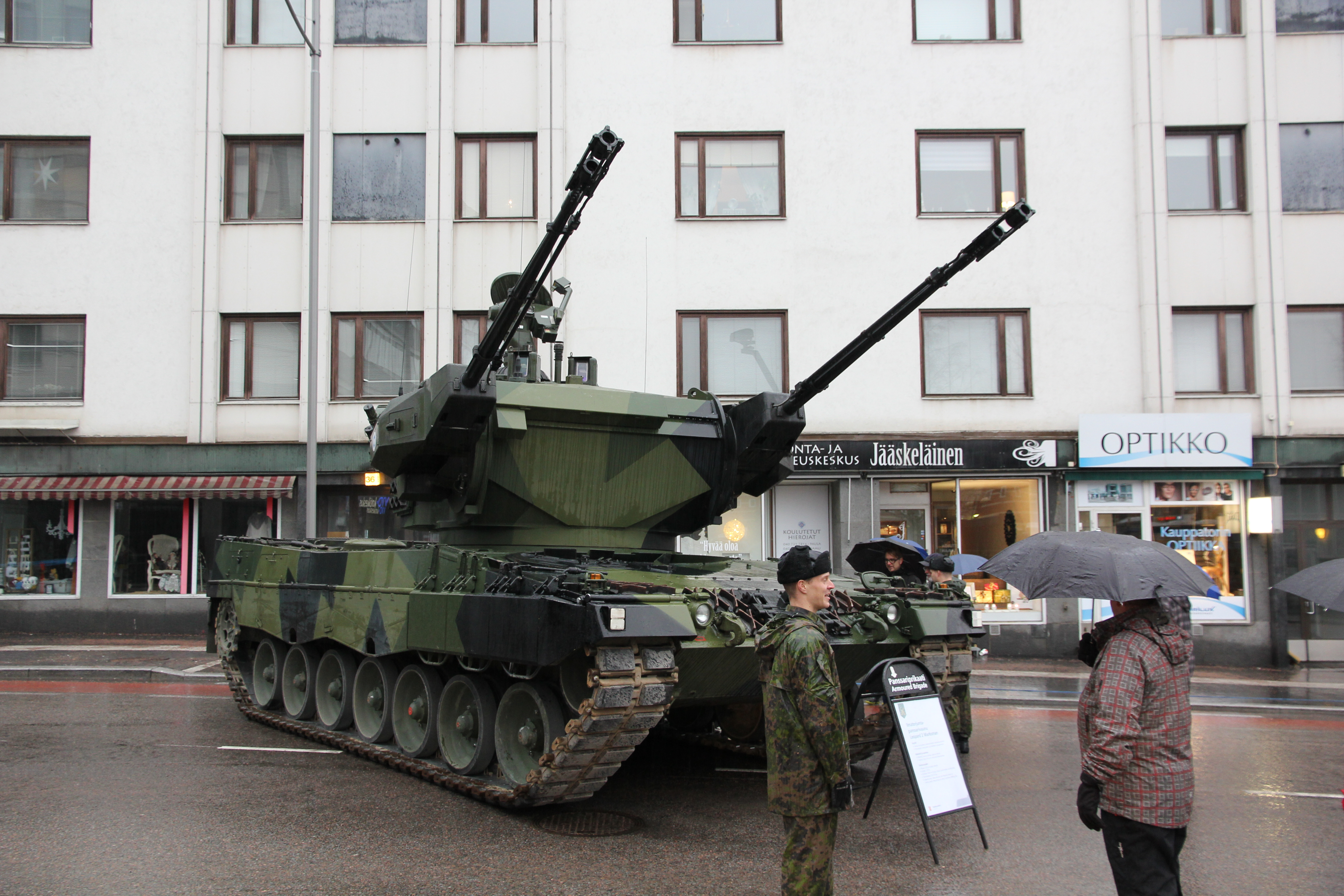
ItPsv 90 Ps 473-100 "004 Niklas"

Seuls six véhicules ont été convertis :
- Ps 473-78 tourelle T1 "001 Lenni"
- Ps 473-84 tourelle T2 "002 Miko"
- Ps 473-35 tourelle T3 "003 Leo"
- Ps 473-100 tourelle T4 "004 Niklas"
- Ps 473-115 tourelle T5 "005 Nella"
- Ps 473-47 tourelle T6 "006 Anton"

## Culture populaire
Deux véhicules avec la tourelle Marksman sont jouables dans le jeu vidéo War Thunder, le FV4201 Chieftain Mk.10 Marksman depuis la mise à jour 1.79 "Projet X" du 12 juin 2018, et Ilmatorjuntapanssarivaunu 90 (ItPsv 90) depuis la mise à jour Sky Guardians du 7 mars 2023,. 

## Sources
1. 1 2 3 4 5 6 7  (en) Jane's Land-Based Air Defence 2003-2004, James C O’Halloran, 2003, 422 p. (ISBN 0 7106 2551 0), p. 84
2. 1 2 3 4 5 6  (en) Jane’s Land-Based Air Defence 2003-2004, James C O’Halloran, 2003, 422 p. (ISBN 0 7106 2551 0), p. 86
3. 1 2 3 4 5 6  (en) Jane's Land-Based Air Defence 1996-97, Tony Cullen et Christopher F Foss, 1996, 349 p. (ISBN 0 7106 1352 0), p. 78
4. 1 2 3 4 5 6  (en) Jane's Land-Based Air Defence 2002-2003, James C O'Halloran, 2002, 408 p. (ISBN 0 7106 2437 9), p. 83
5. 1 2 3 4 5 6  (en) Jane's Land-Based Air Defence 1992-93, Tony Cullen et Christopher F Foss, 1992, 325 p. (ISBN 0 7106 0979 5), p. 90
6. ↑  (en) Jane's Land-Based Air Defence, Tony Cullen et Christopher F Foss, 1996, 349 p. (ISBN 0 7106 1352 0), p. 62
7. 1 2 3  (en) Jane's Land-Based Air Defence 2003-2004, James C O’Halloran, 2003, 422 p. (ISBN 0 7106 2551 0), p. 85
8. 1 2 3 4 5 6  (de + en) Andreas Kirchhoff, Finnish LEOPARDs Vol.2 : Finnish Army Leopard 1 ARV, Leopard 2A4 Mineroller, Itpsv 90 Leopard 2 SPAAG and Leopard 2A6 FIN MBT, Tankograd Publishing (no 8009), 2020, 64 p., p. 22
9. ↑  (en) Jane's Land-Based Air Defence 1992-93, Tony Cullen and Christopher F Foss, 1992, 325 p. (ISBN 0 7106 0979 5), p. 90
10. ↑  (de + en) Andreas Kirchhoff, Finnish LEOPARDs Vol.2 : Finnish Army Leopard 1 ARV, Leopard 2A4 Mineroller, Itpsv 90 Leopard 2 SPAAG and Leopard 2A6 FIN MBT, Tankograd Publishing, 2020, 64 p., p. 24
11. ↑  https://wiki.warthunder.com/Update_1.79_%22Project_X%22
12. ↑  https://wiki.warthunder.com/Chieftain_Marksman
13. ↑  https://wiki.warthunder.com/Update_%22Sky_Guardians%22
14. ↑  https://wiki.warthunder.com/ItPsV_Leopard